# WIG 64

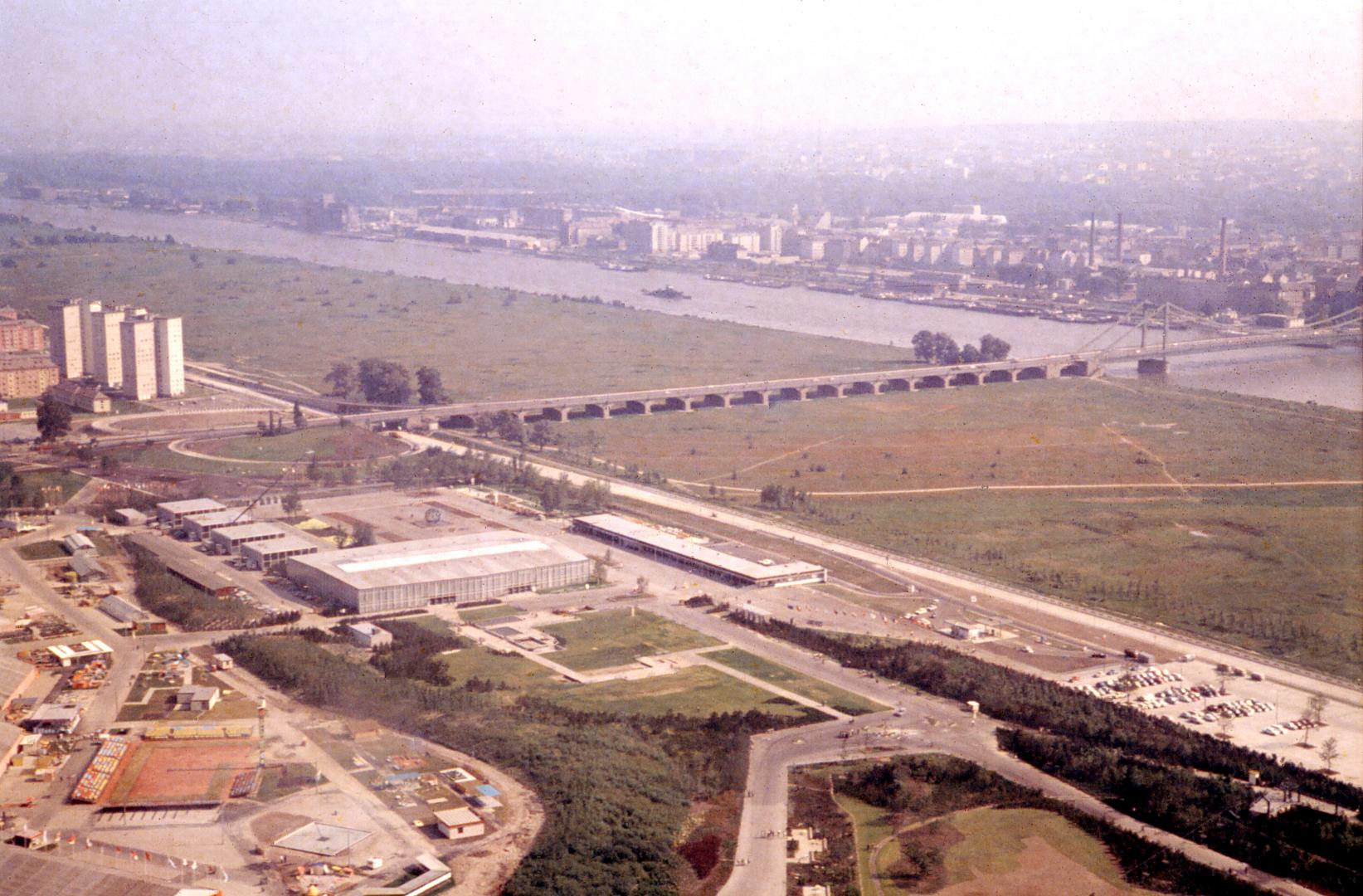
Blick vom Donauturm auf den heute durch die Donau City ersetzten Teil der WIG 64: mit der Donauparkhalle und vier weiteren Ausstellungshallen, 1964

Die Wiener Internationale Gartenschau 1964, kurz WIG 64, war eine botanische Ausstellung auf dem Gebiet des heutigen Donauparks und der Donau City im 22. Wiener Gemeindebezirk Donaustadt. Sie wurde am 16. April 1964 von Bundespräsident Adolf Schärf eröffnet und bis 11. Oktober 1964 gezeigt.

## Geschichte
Um 1960 fasste die Stadtverwaltung unter Bürgermeister Franz Jonas (siehe Landesregierung und Stadtsenat Jonas III, eine SPÖ-ÖVP-Koalition) den Beschluss zu dieser Gartenschau auf dem Areal zwischen Hubertusdamm der Donau, Wagramer Straße und Alter Donau nördlich der Reichsbrücke, der prominentesten Wiener Donaubrücke. Damit wurde die Absicht verbunden, die auf einem Teil des Areals befindliche Mistablagerungsstätte und die Reste einer ausgedehnten wilden Siedlung, des so genannten Bretteldorfes, zu beseitigen. Zur Vorgeschichte des Areals siehe hier.

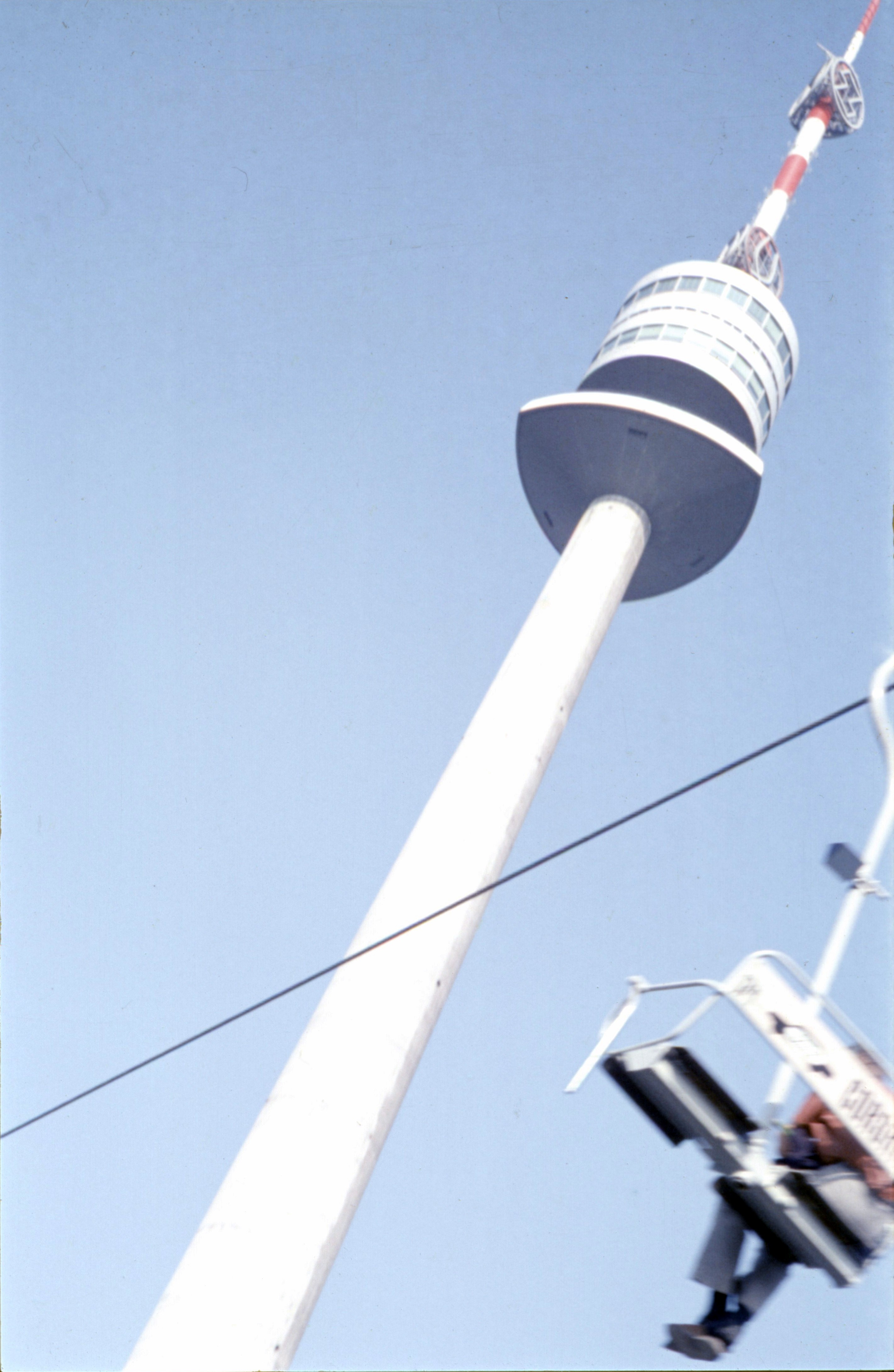
Donauturm um Sessellift (1965)

Die Gesamtplanung der WIG 64 wurde Stadtgartendirektor Alfred Auer (28. Juni 1922–18. März 2002), dem Leiter der Magistratsabteilung 42, Stadtgartenamt, übertragen. Veranstaltet wurde die Schau in Zusammenarbeit mit dem Bundesverband der Erwerbsgärtner Österreichs.
Auf dem etwa 100 Hektar großen Gebiet wurden ein 30.000 m² großer See (er wurde Irissee getauft und besteht, allerdings stark verschilft, bis heute) und ein Fahrweg- und Fußwegenetz von 25 km geschaffen. Einige Millionen Pflanzen wurden gesetzt, die empfindlicheren in fünf nicht mehr bestehenden Ausstellungshallen (vier kleineren und der großen Donauparkhalle) nahe dem südöstlichen Eingang von der Wagramer Straße gegenüber der Schüttaustraße (heute Gelände der Donau City). Als Wahrzeichen und „Symbol für das moderne Wien“ wurde, beginnend 1962, im nördlichen Teil des Areals, nahe der Bezirksgrenze zum 21. Bezirk, der Donauturm, das höchste Bauwerk Österreichs, errichtet.
Zur WIG 64 gab die Österreichische Post eine Serie von sechs Sondermarken heraus. Am 28. Juni 1964 wurde ein WIG-Ballonpostflug auf einem Sonderstempel des Postamts Wien 101 festgehalten.
Die Ausstellung war sehr erfolgreich. Sie erzielte 2,1 Millionen Besucher und fand internationales Medienecho. Nach dem Ende der Ausstellung war das Gelände vom 12. Oktober 1964 an ohne Eintrittsgebühr frei zugänglich. Der Erfolg veranlasste die Stadtverwaltung, zehn Jahre später in einem anderen Stadtteil neuerlich eine internationale Gartenschau zu veranstalten, die WIG 74.
Allerdings mussten die meisten der für die WIG 64 errichteten Bauten im Laufe der Zeit geschlossen und abgetragen werden. Dies galt für die Ausstellungshallen, die Seebühne, das 41 m hohe Turmgewächshaus, das Kino und die Bücherei mit „Lesehügeln“. In den 1990er Jahren wurde auch die Donauparkhalle, in der im Lauf der Zeit große Sportveranstaltungen stattgefunden haben, abgetragen. Die Fläche des Parks reduzierte sich im Gefolge der urbanistischen Entwicklung am Ostufer der Donau um etwa ein Drittel auf etwa 600.000 m2, auch der 2,2 km lange Doppelsessellift mit seinem dreieckigen Parcours musste letztlich mangels ausreichenden Zuspruchs abgebaut werden. Erhalten geblieben sind u. a. das Seerestaurant (seit 2012 Korea Kulturhaus Wien) und die von den Betreibern der Liliputbahn im Prater errichtete Donauparkbahn.

## Sonstiges
Anlässlich des 50-Jahre-Jubiläums der Gartenschau gab es im Sommer 2014 im Wien Museum die Ausstellung WIG 64 – Die grüne Nachkriegsmoderne.